# 아런트 레이파르트
아런트 당레몬트 레이파르트(Arend d'Angremond Lijphart, 1936년 8월 17일, 네덜란드 아펠도른 출생)는 비교 정치학, 선거, 투표 체계 전공의 정치학자다. 1955년부터 1958년까지 프린키피아 대학에서 수학한 후, 1963년 예일대학교 정치학 박사 학위를 받았다. 그는 현재 캘리포니아 샌디에이고 대학교 정치학과의 명예 연구 교수다. 네덜란드인으로 태어나, 미국에서 대부분의 직업 생활을 했고, 미국 시민이 되었다. 그 이후 그는 네덜란드 시민권을 재획득했고, 현재 미국 시민이자 네덜란드 시민이다.